# A Plain Clothes Man
A Plain Clothes Man è un cortometraggio muto del 1908 diretto da E. Lawrence Lee.

## Produzione
Il film fu prodotto dalla Essanay Film Manufacturing Company.

## Distribuzione
Il film - un cortometraggio di una bobina - uscì nelle sale cinematografiche USA l'11 luglio 1908 distribuito dall'Essanay Film Manufacturing Company.